# Oryctomorphus laevipennis
Oryctomorphus laevipennis är en skalbaggsart som beskrevs av Germain 1855. Oryctomorphus laevipennis ingår i släktet Oryctomorphus och familjen Rutelidae. Inga underarter finns listade i Catalogue of Life.